# Kobayashi Takiji

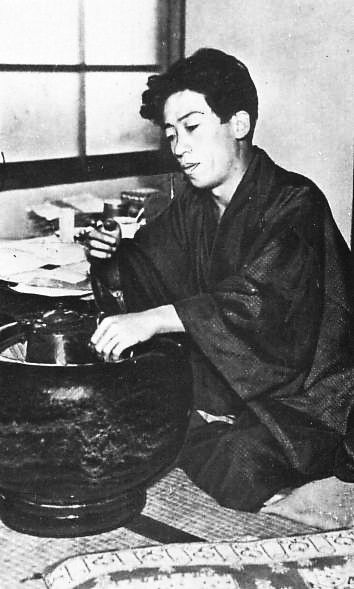
Kobayashi Takiji

Kobayashi Takiji (japanisch 小林 多喜二; * 13. Oktober 1903 in Shimokawazoi, heute: Ōdate; † 20. Februar 1933 Tokyo) war ein japanischer Autor proletarischer Literatur. Als Mitglied der Kommunistischen Partei wurde er im Februar 1933 von der Polizei verhaftet und zu Tode gefoltert.

## Leben
Kobayashi wurde 1903 als Sohn eines Bauern geboren. Von 1916 bis 1926 besuchte er auf Hokkaidō eine Handelsschule und arbeitete danach als Bankangestellter. Aufgrund seiner politischen Aktivitäten wurde er 1930 entlassen und zog nach Tokyo um. Von 1931 an fungierte er als Sekretär des neu gegründeten Bundes proletarischer Schriftsteller (日本プロレタリア作家同盟, Nihon puroretaria sakka dōmei).
Die Hinwendung Kobayashis zum Sozialismus drückt sich bereits in den ersten Werken, wie der Kurzgeschichte Ken aus. Mit seinem Roman Kanikōsen (蟹工船, Die Krabbenfischer) rückte Kobayashi in die Riege der proletarischen Schriftsteller auf. Der Roman schildert den Kampf der Fischer und Matrosen einer Fischfangflotte um menschenwürdige Lebensbedingungen. Der Roman war in den 30er und 40er Jahren in Japan verboten und wurde 1953 und 2009 verfilmt.
In einem anderen Hauptwerk Tōseikatsusha (党生活者, Ein Leben für die Partei), das 1933 unter dem Titel Tenkan jidai (Zeitalter der Änderungen) erschien, versucht der namenlose Ich-Erzähler, ein Mitglied der Partei die Fabrikarbeiter gegen die Entlassungsstrategie der Fabrikleitung zu organisieren. Der Stil beider Werke erinnert an den Shishōsetsu-Stil Shiga Naoyas und Shimazaki Tōsons.
Zu seinen Dozenten in der Handelshochschule Otaru gehörte auch der deutsche Physikalische Chemiker Louis Hugo Frank, der aufgrund politischer Vorwürfe 1943 Japan verlassen musste, sein Sohn verstarb noch dort im Gefängnis.

## Werke
- Kobayashi Takisi: Der 15. März 1928 : Eine japanische Arbeiter-Erzählung, Berlin, 1932. Weitere Übersetzung aus dem Jahr 1928, erschienen in der "Roten Reihe".
- Takidji Kobajaschi: Krabbenfischer, Berlin (Ost), Verlag Volk und Welt, 1958
- Takiji Kobayashi: Das Fabrikschiff, übersetzt von Alfons Mainka, Löhne, Cass, 2012, Übersetzung folgt der Version der Volk-und-Welt-Ausgabe von 1958; einige Passagen aus dem Original wurden ergänzt, desgleichen die Schreibweise des Autorennamens und einiger Ortsnamen dem heutigen Gebrauch angeglichen; ISBN 978-3-9809022-8-1.